# ニルス・シュトゥンプ
ニルス・シュトゥンプ（Nils Stump 1997年4月12日- ）はスイス出身の柔道選手。階級は73kg級。

## 経歴
2016年のヨーロッパジュニアとU23ヨーロッパ選手権の66㎏級で3位になった。その後階級を73㎏級に上げると、2021年のヨーロッパ選手権で3位になった。2022年のグランドスラム・アブダビでIJFワールド柔道ツアー初優勝を飾った。2023年の世界選手権では準々決勝で橋本壮市を破るなどして決勝まで進むと、イタリアのマヌエル・ロンバルドにダイビングの反則勝ちを納めて優勝を飾った。2024年の世界選手権では3位だった。パリオリンピックでは初戦で敗れた。
IJF世界ランキングは4515ポイント獲得で2位(25/5/12現在)。

## 主な戦績
- 2016年 - ヨーロッパジュニア　3位(66㎏級)
- 2016年 - U23ヨーロッパ選手権　3位(66㎏級)
- 2018年 - グランプリ・トビリシ　3位
- 2019年 - ヨーロッパオープン・オディヴェーラス　優勝
- 2020年 - グランプリ・ザグレブ　3位
- 2020年 - グランドスラム・ブダペスト　3位
- 2021年 - ヨーロッパ選手権　3位
- 2022年 - ヨーロッパオープン・マドリード　優勝
- 2022年 - ヨーロッパオープン・オーバーヴァルト　優勝
- 2022年 - グランドスラム・アブダビ　優勝
- 2023年 - グランドスラム・テルアビブ　優勝
- 2023年 - グランドスラム・タシケント　3位
- 2023年 - 世界選手権　優勝
- 2024年 - グランドスラム・ドゥシャンベ　優勝
- 2024年 - 世界選手権　3位
- 2025年 -　グランドスラム・アスタナ　優勝

(出典、)